# 吉川結衣
吉川 結衣（よしかわ ゆい、2001年 - ）は、日本の小説家。岐阜県生まれ。

## 経歴・人物
小学生のときから小説を書きはじめる。岐阜県立大垣北高等学校卒業。2020年4月に愛知淑徳大学創造表現学部創造表現学科創作表現専攻に進学し、2024年3月に卒業。2024年4月より同大学大学院文化創造研究科文化創造専攻創作表現専修博士前期課程に進学した。学部では文芸評論家の清水良典に学んだ。
高校在学中の2018年3月、「ブラジル人のミラクルビラ配り」で田辺聖子文学館ジュニア文学賞（小説部門）高校生の部受賞。同年5月、投稿作「赤とんぼ」が第1回文芸社文庫NEO小説大賞で大賞（第1席）を受賞し、同作を改題した『あかね色の空に夢を見る』で2019年1月に小説家デビューした。2018年11月には、「月に向かって手を伸ばせ」が武蔵野大学国文学会主催の第26回（平成30年度）武蔵野文学賞（第7回高校生部門）最優秀賞を受賞。同11月、ショートショート「日曜日の消し方」が、朝井リョウの選考による岐阜メディアコスモス主催「ぼくのわたしのショートショート発表会」の選出作となっている。

## 作品リスト

### 単行本
- 『あかね色の空に夢を見る』　(文芸社文庫NEO、2019年1月）
- 『放送室はタイムマシンにならない』　(文芸社文庫NEO、2020年11月）

### 雑誌等掲載作品
エッセイ
- 「失ったものへそそぐ優しさ」[8] - 『Lib.let』第32号（愛知淑徳大学図書館、2022年2月）